# Marcel Deflandre
Marcel Georges Albert Deflandre (Rouen, 20 luglio 1901 – Martignas-sur-Jalle, 11 gennaio 1944) è stato un ingegnere, dirigente sportivo e partigiano francese, resistente all'occupazione nazista nel gruppo Honneur et Patrie.
Fucilato dai tedeschi nel 1944, a lui è intitolato lo stadio della Rochelle, città del cui club rugbistico era presidente.

## Biografia
Nato nel 1901 a Rouen da Jean-Jacques, tipografo, e Albertine Roget, tessitrice, si laureò in ingegneria e, dopo il matrimonio, si impiegò come direttore dell'impianto petrolifero di Raffinerie du Midi a la Pallice, il porto della Rochelle, in Charente Marittima.
Quando i tedeschi invasero il Paese nel 1940, La Rochelle divenne uno dei porti principali sull'Atlantico della Francia occupata, e la compagnia petrolifera fu confiscata; tuttavia Deflandre fu mantenuto nella sua dirigenza e nel 1942 ne fu nominato vicepresidente, con sovrintendenza sulle forniture di benzina.
Conquistatosi la fiducia dei tedeschi, che lo vedevano come un buon collaboratore, in realtà Deflandre, utilizzando un lasciapassare concessogli dalle autorità d'occupazione, aveva iniziato a distrarre quote di carburante per rifornire clandestinamente la resistenza, nella quale era nel frattempo entrato.
Militante nel gruppo filogollista Honneur et Patrie, dalle finestre del suo ufficio poteva osservare facilmente le manovre navali tedesche e informarne la resistenza; inoltre iniziò ad assumere anche ruoli d'azione, partecipando al paracadutaggio d'armi ai partigiani.
Verosimilmente tradito da un collaborazionista, fu arrestato a ottobre 1943 dalla RSHA e, dopo una detenzione a La Rochelle in cui i nazisti tentarono di estorcergli informazioni, fu deportato a Bordeaux dove fu processato per tradimento e intelligenza col nemico, e condannato alla fucilazione, che avvenne l'11 gennaio 1944 al vicino campo di prigionia di Souge presso Martignas-sur-Jalle; i testimoni superstiti riferirono che, mentre veniva condotto al luogo d'esecuzione insieme ad altri condannati, affrontò il plotone tedesco intonando la Marsigliese, l'inno nazionale francese.
All'epoca della sua morte, Deflandre era anche il presidente del club rugbistico dello Stade Rochelais: infatti, dopo l'occupazione tedesca, i vari consorzi sportivi furono unificati e Deflandre, vice presidente di uno dei club fusi, fu eletto primo presidente del nuovo consorzio sportivo.
Dopo la liberazione della Francia la municipalità della Rochelle, proprietaria dell'impianto dove gioca il club, deliberò di intitolare a Deflandre lo stadio fino ad allora noto come Parc des Sports de Port-Neuf.